# St. Markus (Reinheim)

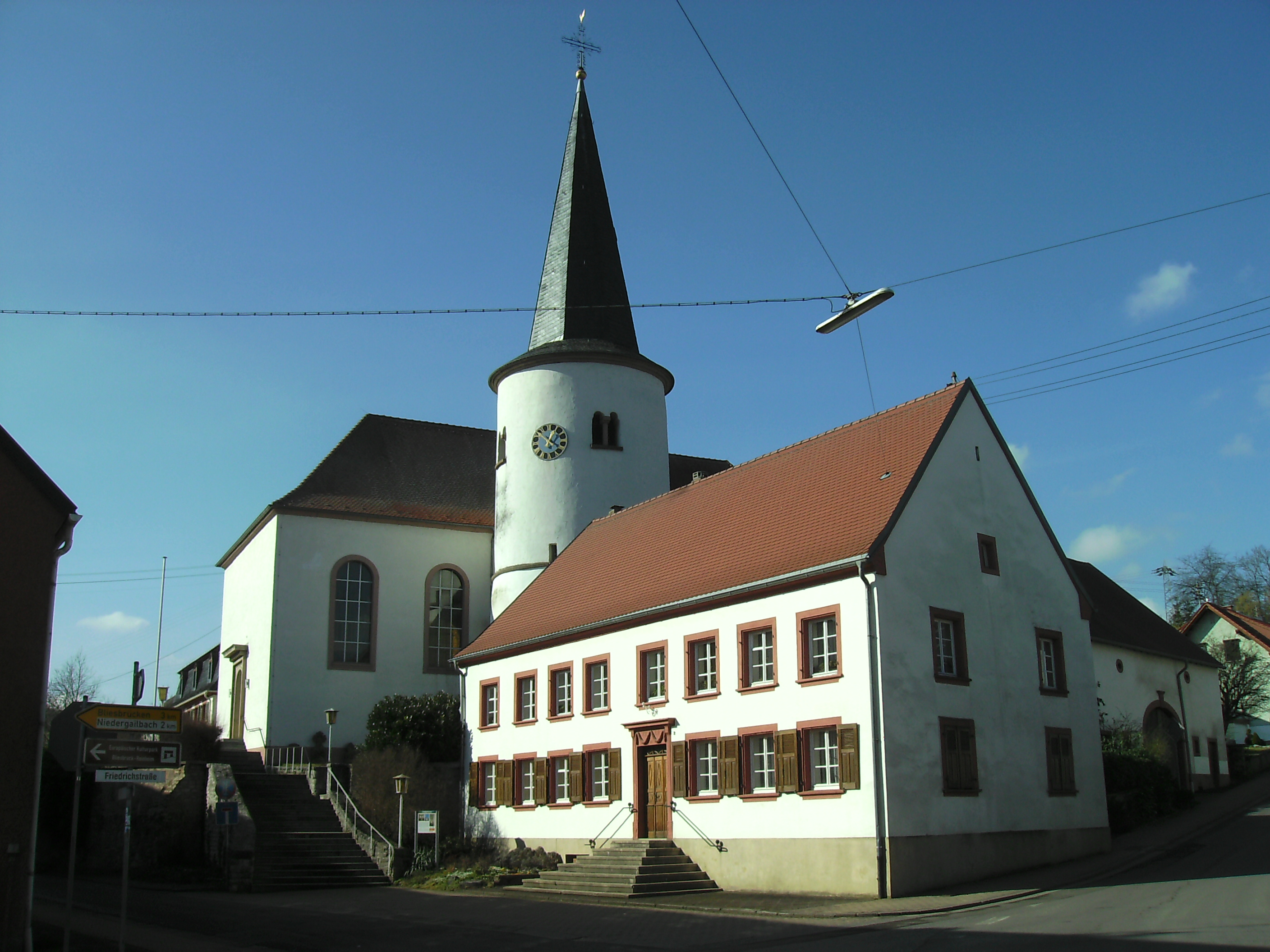
St. Markus in Reinheim mit Pfarrhaus (im Hintergrund) und Privathaus (vorne)

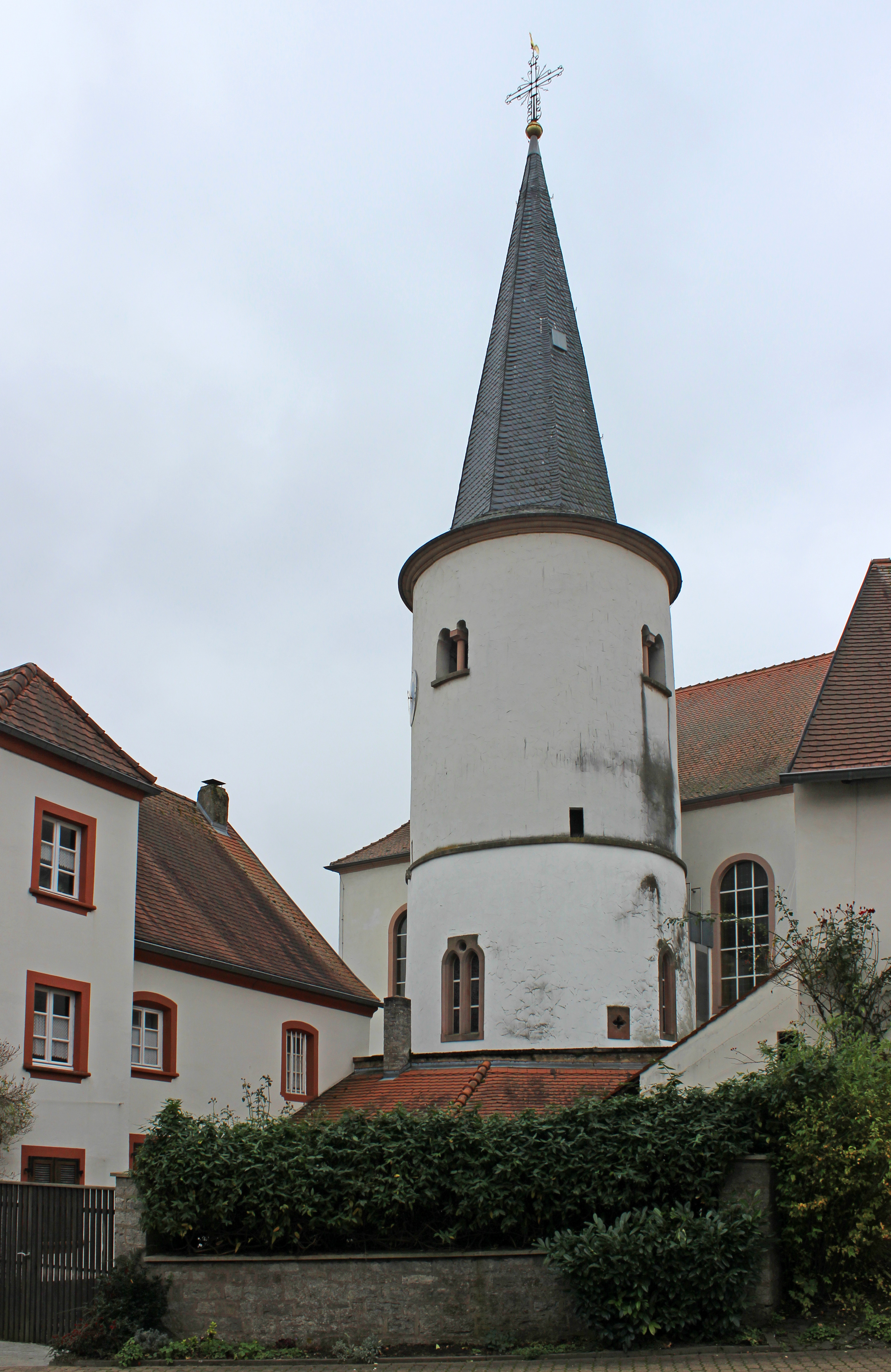
Blick auf den Rundturm

Die Kirche St. Markus in Reinheim darf als eine der ältesten und interessantesten Kirchen im Saarland angesehen werden. In der Denkmalliste des Saarlandes ist die Kirche als Einzeldenkmal aufgeführt.

## Kirchengebäude

### Standort
Die katholische Kirche St. Markus liegt im Gersheimer Ortsteil Reinheim auf einem kleinen Hügel am Westrand des Dorfkerns. Etwa zwanzig Stufen führen zu dem sakralen Gebäude empor. Die Kirche besitzt einen freistehenden Turm mit angegliedertem Kirchenschiff und grenzt an ein Privathaus im Osten und ein imposantes Pfarrhaus im Westen an. Im direkten Umfeld von Turm und Kirche sind zahlreiche Epitaphe aus früheren Jahrhunderten zu finden. Nordwestlich der Kirche liegt der Friedhof der Gemeinde.

### Rundturm
Markantes Wahrzeichen und ältester Teil ist der romanische Rundturm (im Volksmund auch „Heiden-“ oder „Römerturm“) etwa in der Mitte der Ostseite des Kirchenschiffs. Diese Anordnung und die Rundform findet sich in Südwestdeutschland und den angrenzenden Regionen sehr selten. Nach Angaben von Historikern wurde der Turm bereits um 1000 als Wehrturm errichtet; untermauert wird diese Annahme durch eine sog. „Pechnase“ in Form eines Tiermauls und in der Funktion eines Wehrerkers unterhalb der Turmhaube. Das Bauwerk besteht aus Blöcken des Bliesgauer Sandsteins und wurde 1488 erstmals für eine Kirche genutzt, siehe die eingearbeitete Jahreszahl auf der Konsole des gotischen „Sakraments-“ oder „Seelenhäuschens“. Im Turm befindet sich eine Taufkapelle, die durch einen Verbindungsgang vom Kirchenschiff her erreichbar ist. Nach Angabe der Pfarrei soll der Turm zuvor als Marienkapelle gedient haben.
Weitere Kirchen mit Rundturm in der näheren Umgebung sind St. Margaretha in Bebelsheim und St. Mauritius in Erfweiler-Ehlingen.

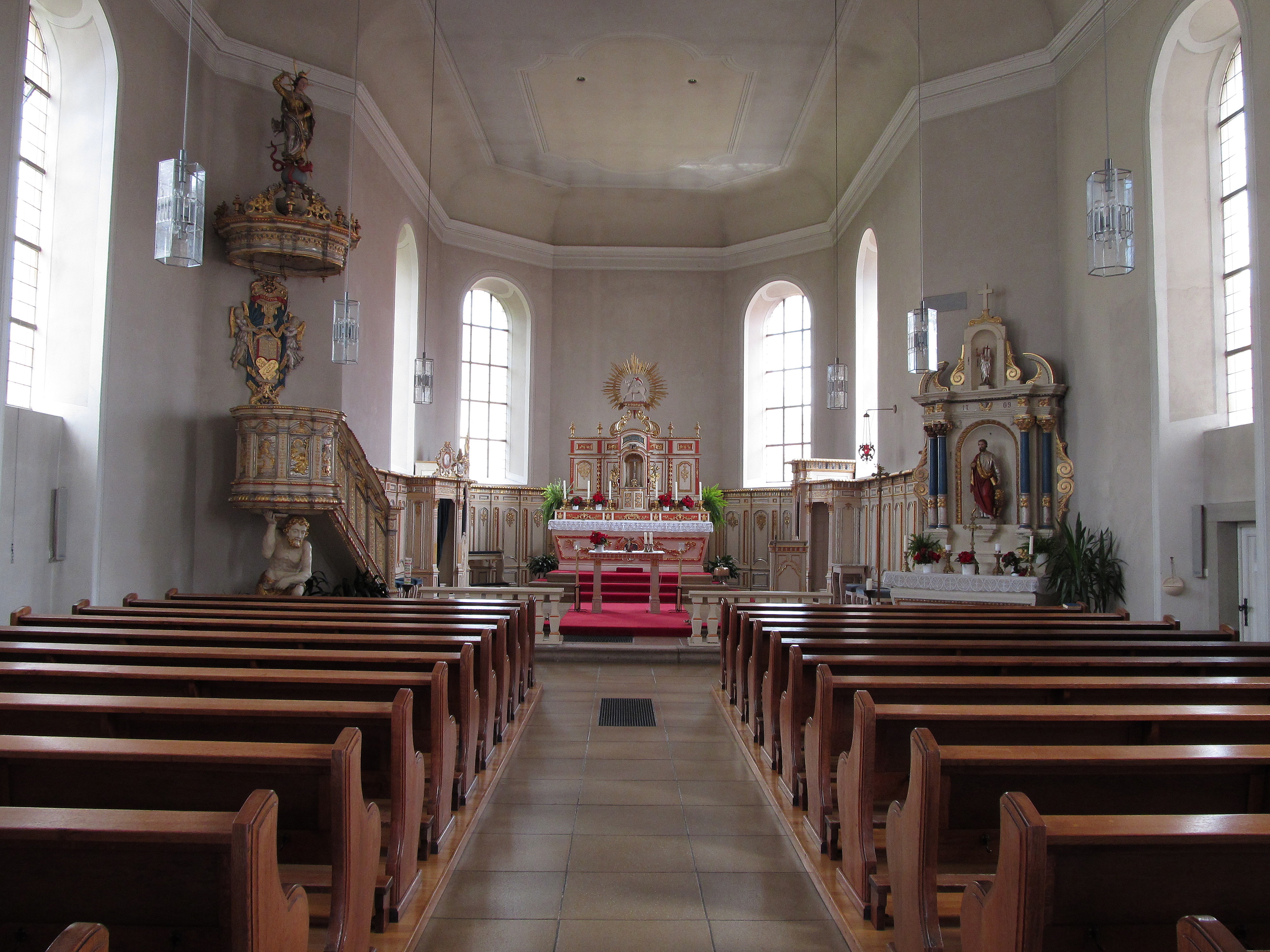
Innenraum

### Kirchenschiff
Das Kirchenschiff vom Typus einer Saalkirche wurde 1790/91 von Peter Reheis gestaltet, Hofbaumeister der Gräfin Marianne von der Leyen.

## Ausstattung
Die Kircheninnere ist vom Spätbarock oder Rokoko geprägt, ohne allzu opulent zu wirken. Der gesamte Altarraum wird von einer dezenten Wandvertäfelung beherrscht, in die auf beiden Seiten des Hauptaltars je ein kunstvoll geschnitzter Beichtstuhl integriert ist.
In der Taufkapelle befinden sich farbige Fenster des ungarisch-saarländischen Künstlers György Lehoczky von 1953 mit Szenen, die das Wirken des Heiligen Geistes symbolhaft darstellen.

### Kanzel

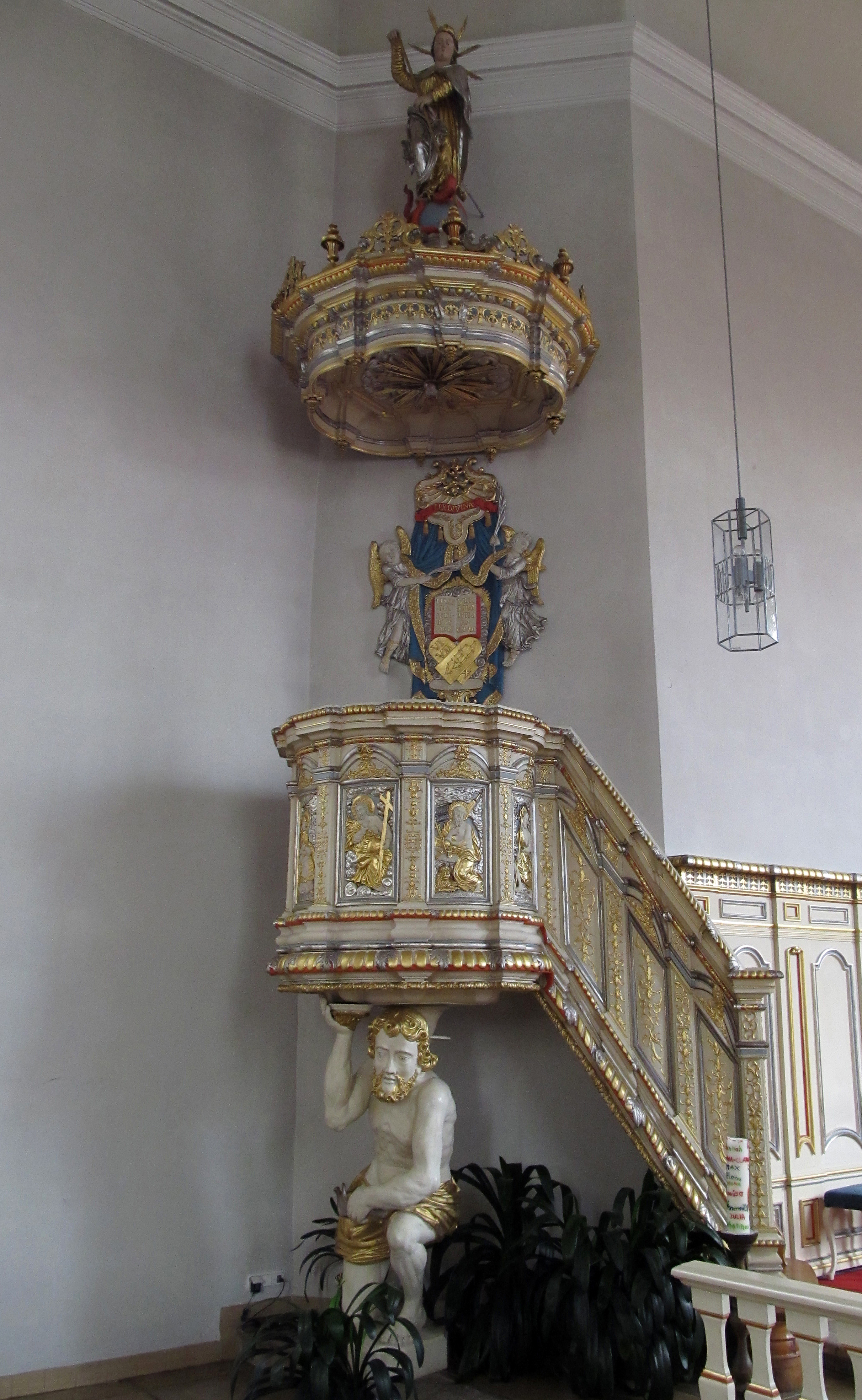
Kanzel

Prunkstück ist die spätbarocke Kanzel des Bildhauers Johann Martersteck (auch Madersteck): In der rechten Hand trägt Samson die Kanzel, in der linken sein Erkennungszeichen, einen Eselskinnbacken, mit dem er der Legende nach 1000 Philister erschlagen hat. In die Bogennischen sind Heiligenfiguren eingearbeitet, an der Rückseite präsentieren Engel zwei Tafeln mit göttlichen Gesetzen. Die Darstellung wird von einer die Schlange besiegenden Jungfrau Maria bekrönt.

### Hochaltar
Zentral im Altarraum steht ein farbig gefasster, um 1780 entstandener, aus zwei Teilen bestehender Hochaltar mit dem Gotteslamm als Abschluss. Die filigranen Holzarbeiten (Beichtstühle, Kanzel und Teile der Wandvertäfelung) stammen aus der Werkstatt des bereits erwähnten Bildhauers Johann Martersteck, der sie 1733–36 für das Kloster Gräfinthal angefertigt hatte. Der ursprüngliche Gräfinthaler Hochaltar befindet sich heute in der modernen Pfarrkirche St. Paul in Bliesmengen-Bolchen. Das Kloster wurde 1793 von französischen Revolutionstruppen geschleift, das Mobiliar teilweise zerstört. Der Legende nach wurden damals – mit Duldung der französischen Truppen – Teile des Klostermobiliars von Reinheimer Bürgern als angebliches Brennholz erworben und so gerettet.

### Seitenaltar
Der Seitenaltar wurde 1709 geschaffen und ist dem Kirchenheiligen St. Markus gewidmet. Der Altar soll Hauptaltar der Vorgängerkirche gewesen sein, worauf auch die Tradition hindeutet, in den „Marienmonaten“ Mai und Oktober eine Marienstatue anstelle der Figur des Heiligen Markus auf dem Seitenaltar zu platzierten und derweil dessen Statue in der Taufkapelle des Turms zu verwahren.

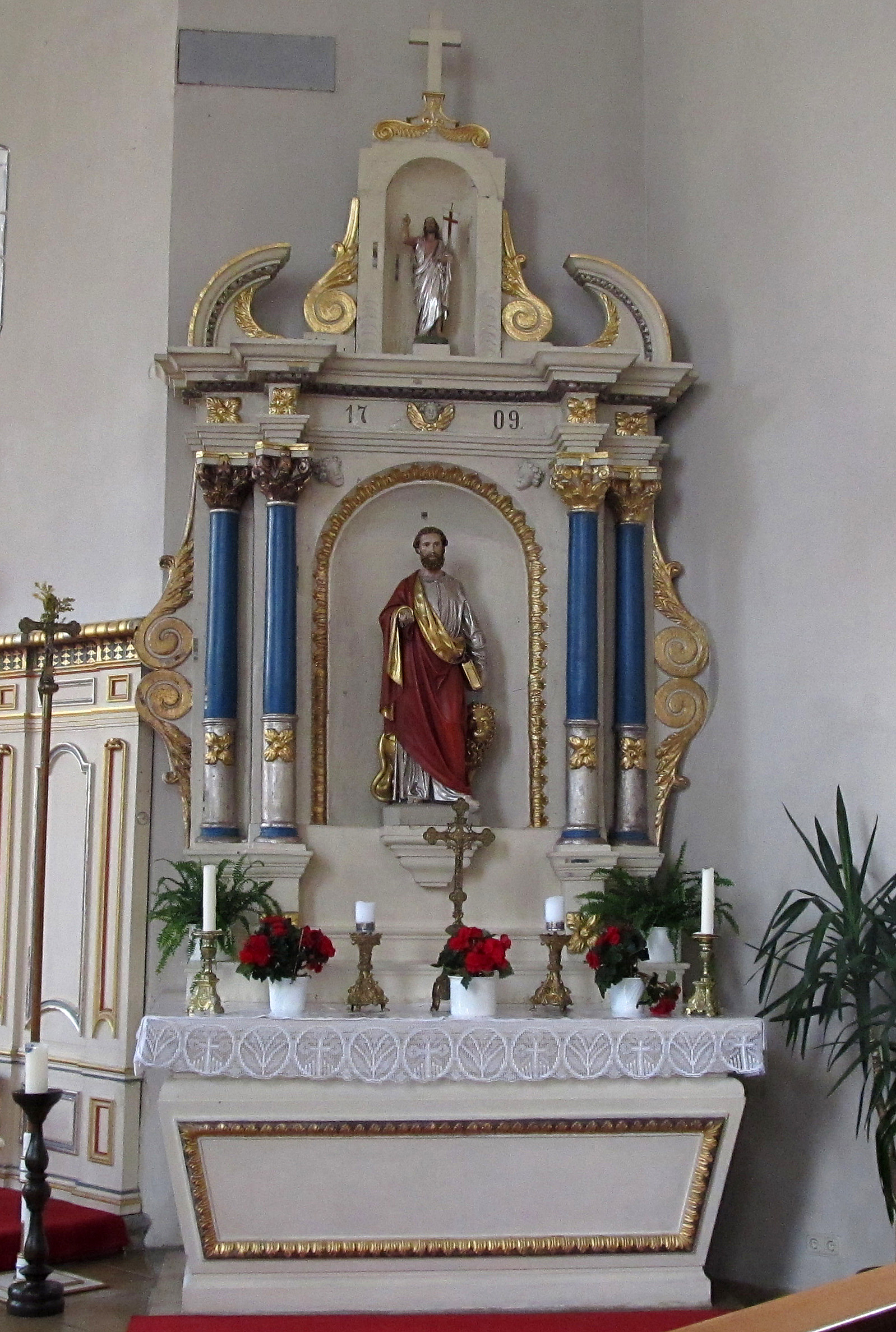
Seitenaltar
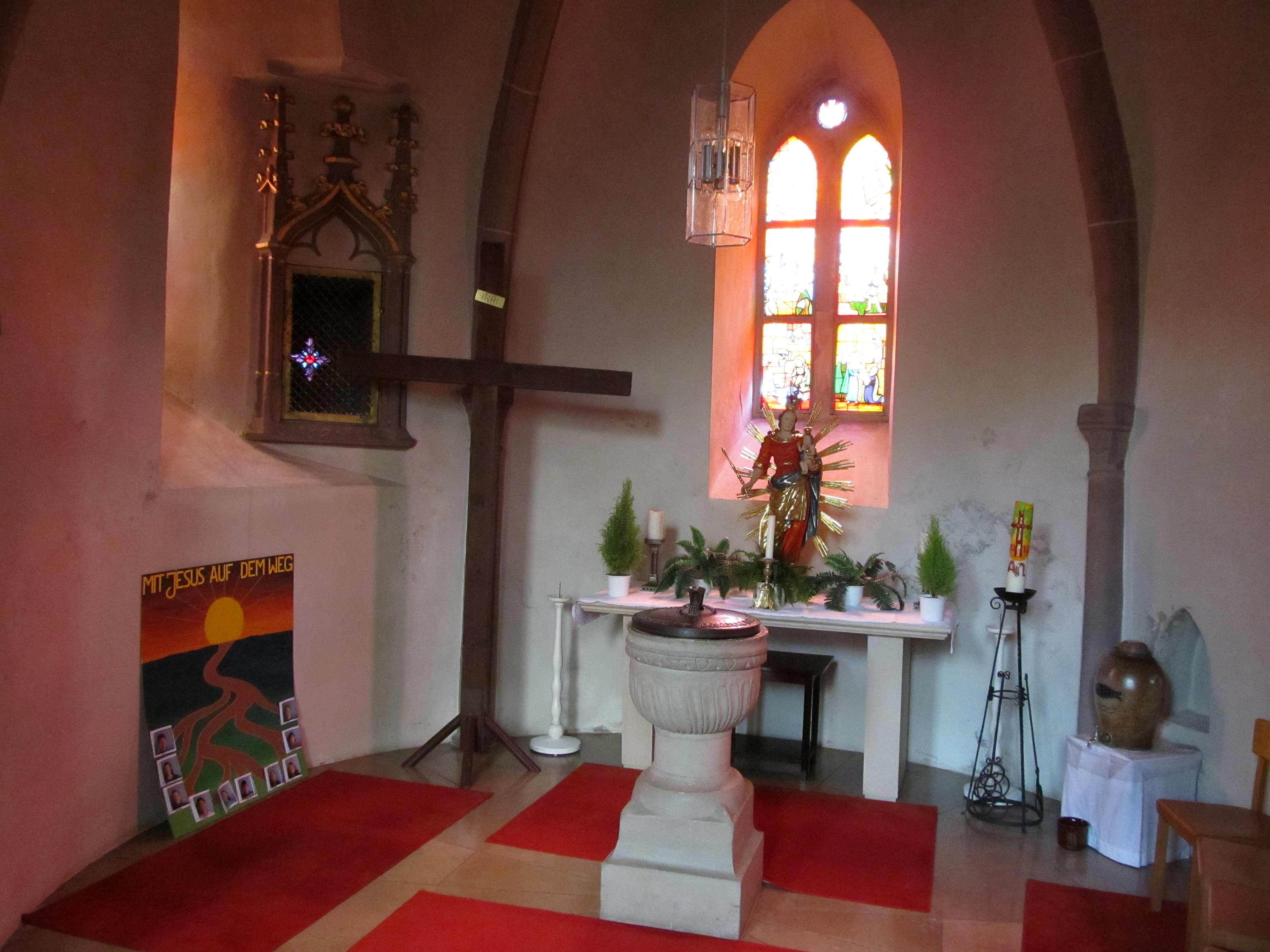
Taufkapelle
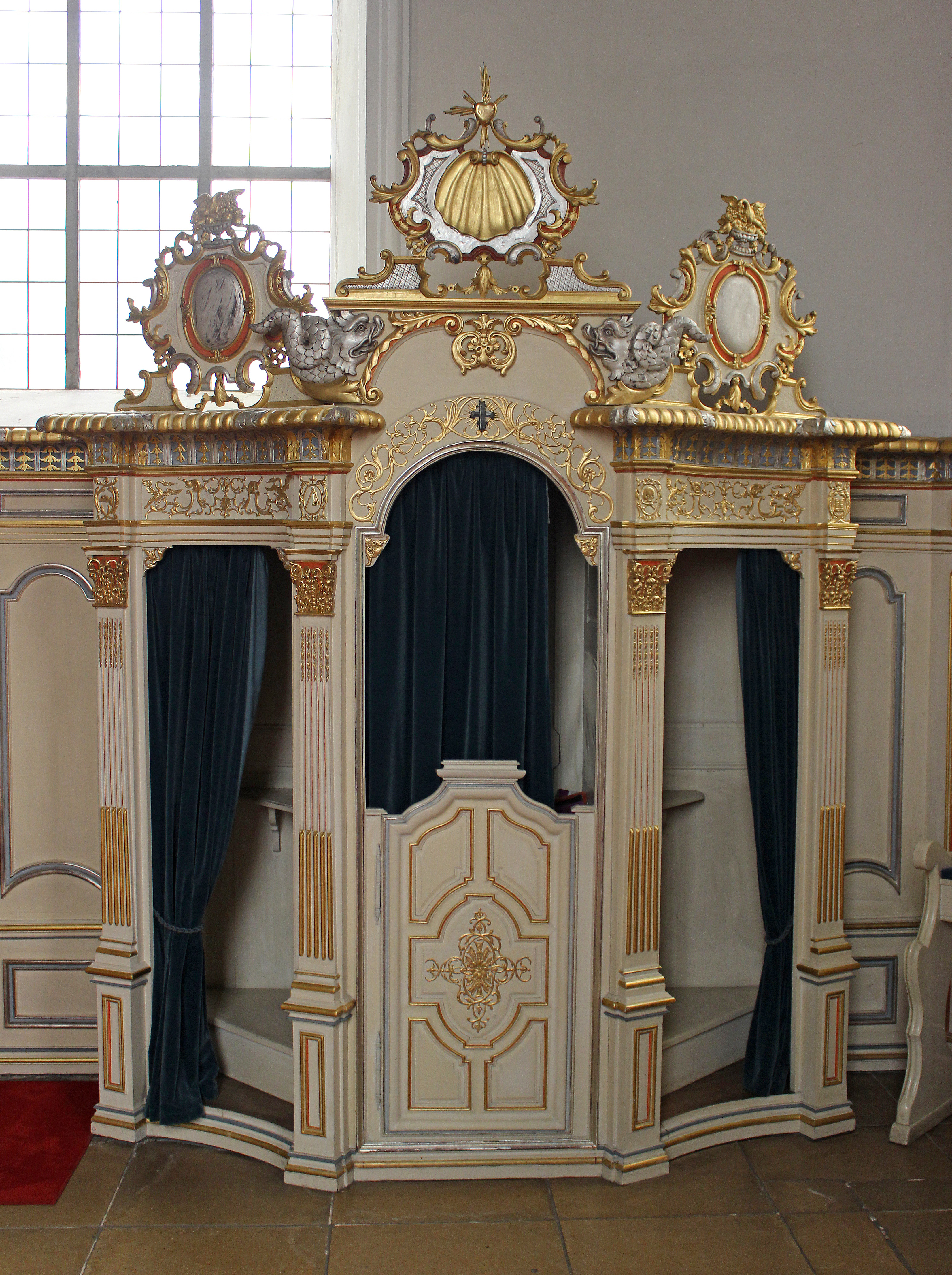
Beichtstuhl
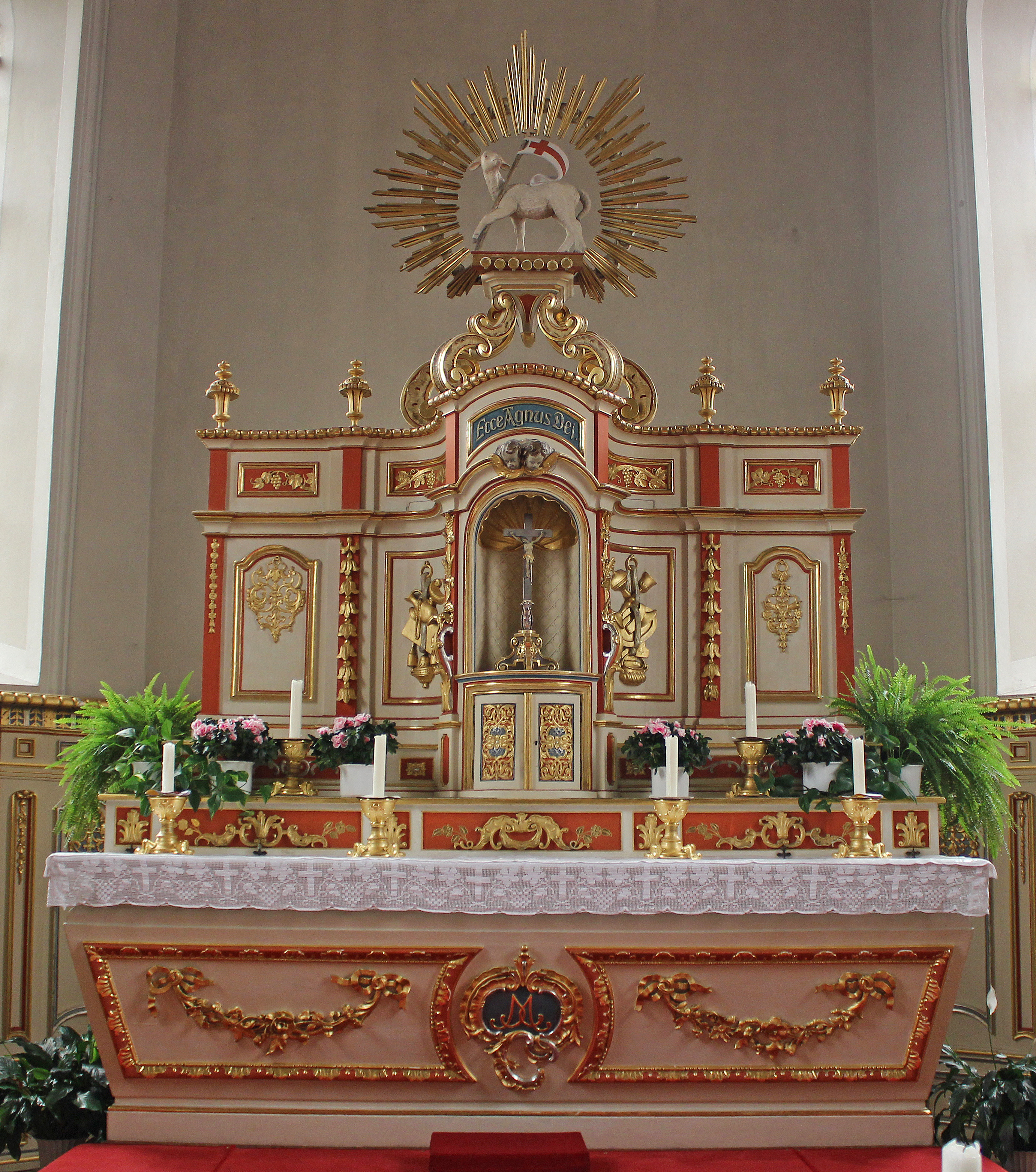
Hochaltar

## Orgel

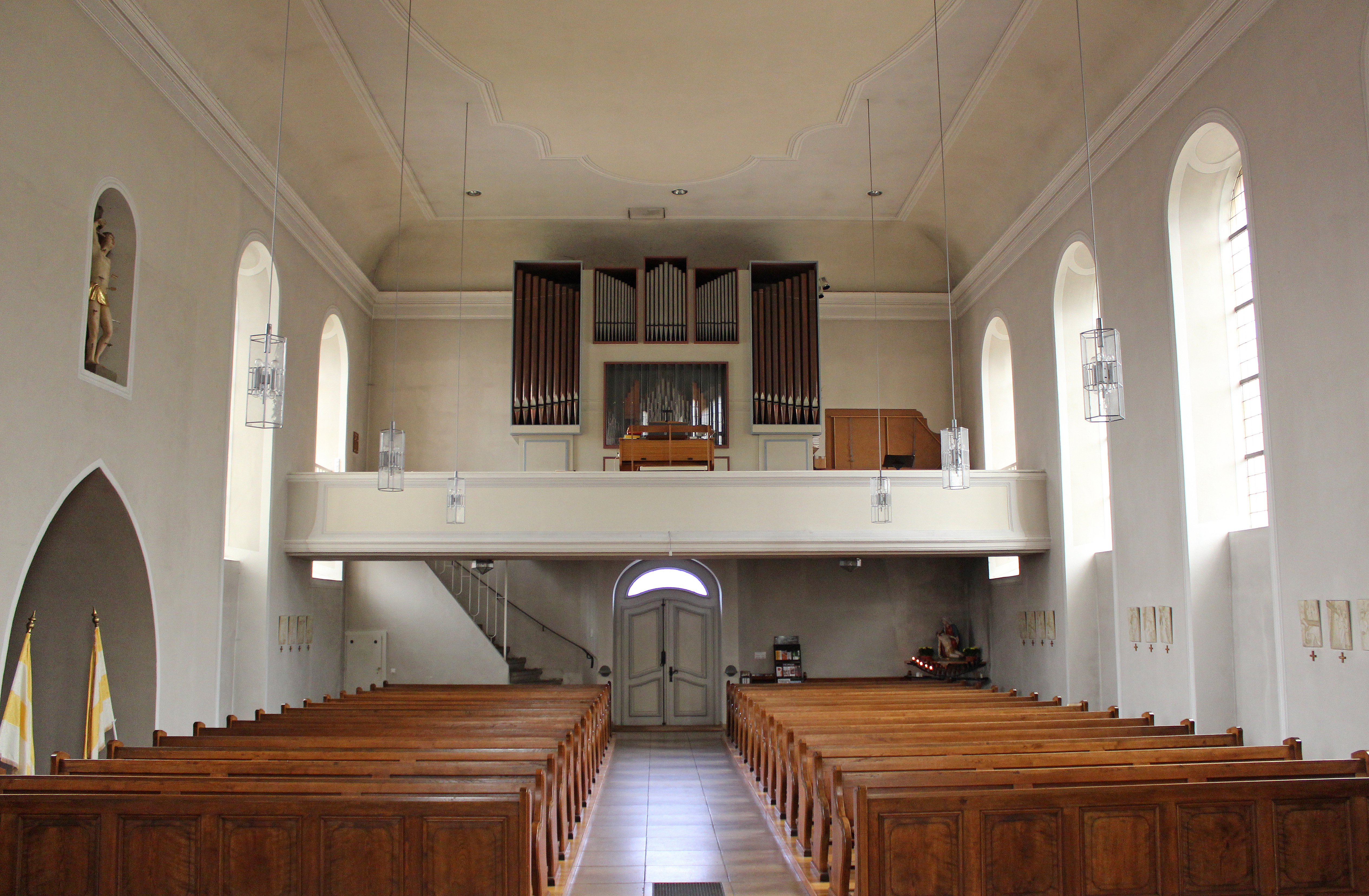
Blick vom Altarraum zur Orgelempore

Die Orgel wurde 1968 durch Orgelbauer Hugo Mayer (Heusweiler) gebaut und ist ein Schleifladen-Instrument mit 17 Registern, verteilt auf zwei Manuale und Pedal. Die Spieltrakturen sind mechanisch, die Registertrakturen elektrisch. Die Disposition lautet wie folgt:
| I Hauptwerk C–g3 |            |    |
| 1.               | Principal  | 8′ |
| 2.               | Spillflöte | 8′ |
| 3.               | Oktave     | 4′ |
| 4.               | Sifflöte   | 2′ |
| 5.               | Mixtur V   | 2′ |
| 6.               | Trompete   | 8′ |

| II Brust-Schwellwerk C–g3 |            |        |
| 7.                        | Gedackt    | 8′     |
| 8.                        | Principal  | 4′     |
| 9.                        | Rohrflöte  | 4′     |
| 10.                       | Quinte     | 2 ⁄3′  |
| 11.                       | Salicet    | 2′     |
| 12.                       | Terz       | 1 3⁄5′ |
| 13.                       | Cymbel III | 1′     |
|                           | Tremulant  |        |

| Pedal C–f1 |                  |     |
| 14.        | Subbaß           | 16′ |
| 15.        | Principalbaß     | 8′  |
| 16.        | Choralflöte      | 4′  |
| 17.        | Rauschpfeife III | 4′  |

- Koppeln: II/I, I/P, II/P
- Spielhilfen: zwei freie Kombinationen, Tutti, Absteller für die Trompete